# سام شميت
سام شميت (بالإنجليزية: Sam Schmidt)‏ هو سائق سباق أمريكي، ولد في 15 أغسطس 1964 في لنكن في الولايات المتحدة.

## روابط خارجية
- سام شميت على موقع Racing-Reference.info (الإنجليزية)
- سام شميت على موقع DriverDB.com (الإنجليزية)